# Veľké Kapušany
Veľké Kapušany (hongrois : Nagykapos) est une ville de la région de Košice, en Slovaquie, dans l'ancien comitat hongrois de Zemplín.

## Histoire
La première mention écrite de la ville date de 1211.
La localité fut annexée par la Hongrie après le premier arbitrage de Vienne le 2 novembre 1938. En 1938, on comptait 2 722 habitants dont 470 d'origine juive. La ville faisait partie du district de Veľké Kapušany (hongrois : Nagykaposi járás). Le nom de la localité avant la Seconde Guerre mondiale était Veľké Kapušany/Nagy-Kapos. Durant la période 1938-1945, le nom hongrois Nagykapos était d'usage. À la Libération, la commune a été réintégrée dans la Tchécoslovaquie reconstituée.
Le quartier de Veškovce était une commune autonome en 1938. Il comptait alors habitants dont 41 juifs et faisait partie du district de Veľké Kapušany (hongrois : Nagykaposi járás). Le nom de la localité avant la Seconde Guerre mondiale était Veškovce/Veskóc. Durant la période 1938-1945, le nom hongrois Veskóc était d'usage.

## Démographie

### Évolution de la population
| Année:               | 1994. | 2004.   | 2014.   | 2024.   |
| -------------------- | ----- | ------- | ------- | ------- |
| Nombre de personnes: | 9786  | 9536    | 9235    | 8347    |
| Différence:          |       | -2,55 % | -3,15 % | -9,61 % |

| Année:               | 2023. | 2024.   |
| -------------------- | ----- | ------- |
| Nombre de personnes: | 8479  | 8347    |
| Différence:          |       | -1,55 % |

## Démographie
Selon le recensement de 2001 la répartition ethnique est la suivante: Hongrois 56,98 %, Slovaques 35,92 %, Roms 4,32. 49,46 % se déclarent catholiques romains et 12,3 % catholiques grecs, 4,59 % sont non-croyants.

## Politique
| Nom            | Parti politique      | Date de l'élection | Fin du mandat |
| -------------- | -------------------- | ------------------ | ------------- |
| Peter Petrikán | Candidat indépendant | 02.12.2006         | Déc. 2010     |

## Transport
Une voie de chemin de fer à écartement large provenant d'Ukraine et desservant les usines sidérurgiques de Košice entre en Slovaquie à Veľké Kapušany.

## Économie
Veľké Kapušany est le point d'entrée dans l'Union européenne des gazoducs et oléoducs de transit du gaz et pétrole russe vers l'ouest.

## Quartiers
- Veľké Kapušany
- Veškovce.

## Jumelage
Elek (Hongrie)